# Yamaha XJ750X Maxim-X
La Yamaha XJ750 Maxim-X y la Yamaha XJ700 Maxim-X (EE. UU.) es una motocicleta tipo crucero de tamaño mediano fabricada por Yamaha en 1985 y 1986. Tenía un motor en línea transversal de 4 cilindros de 750 cc enfriado por líquido con DOHC y 5 válvulas por cilindro y transmisión a eje y cardán que se comercializó en EE. UU. y Canadá y otras naciones, pero la versión de EE. UU. estaba limitada a 700 cc ya que en aquella época se cobraba una cuota adicional a las importaciones de motocicletas japonesas con cilindradas mayores a 700 cc.